# Revol
Revol is de tweede single van het muziekalbum The Holy Bible van de Welshe alternatieve rockband Manic Street Preachers uit 1994.

## Overzicht
In de tekst worden controversiële historische figuren afgewisseld met beledigingen. In tegenstelling tot de meeste nummers van het album bevat het geen sample van een citaat.
De single behaalde nummer 22 in de UK Singles Chart

## Tracks
1. "Revol"
2. "Too Cold Here"
3. "You Love Us (Original Heavenly Version)"
4. "Love's Sweet Exile (Bangkok Live)"